# Antonio Villar Ponte
Antón Villar Ponte (Viveiro, 2 ottobre 1881 – La Coruña, 4 marzo 1936) è stato un politico, scrittore e giornalista spagnolo.
Fu uno dei principali leader del galizianismo nell'anteguerra.

## Biografia
Figlio di Ponancio Villar e Melchora Ponte, studiò inizialmente presso l'Università di Lugo, per poi passare a studiare farmacia presso l'Università di Santiago di Compostela. Lavorò brevemente a Foz, dove iniziò alcune collaborazioni giornalistiche prima di trasferirsi a Madrid per lavorare esclusivamente come giornalista. In seguito si trasferì a Cuba, dove rimase alcuni anni dedicandosi al giornalismo a L'Avana e Camagüey, tornando in Galizia nel 1916, dove cominciò a lavorare come redattore presso La Voz de Galicia. Quello stesso anno guidò la creazione delle Irmandades de Fala, con la fondazione della prima Irmandade a La Coruña, divenendo responsabile del suo giornale ufficiale, A Nosa Terra. Nel 1929 prende parte, con Santiago Casares Quiroga, alla fondazione dell'Organizzazione Repubblicana Galiziana Autonoma, divenendo il rappresentante di maggior rilievo del settore galizianista del partito.
Dopo la proclamazione della Seconda Repubblica Spagnola, fu eletto nel 1931 deputato nelle Cortes, tra le file della ORGA. Tuttavia, nel 1934 abbandonò la ORGA (allora Partito Repubblicano Galiziano, che poco dopo sarebbe confluito nella Sinistra Repubblicana)  e si unì al Partito Galizianista, per il quale venne eletto nuovamente deputato nel 1936, nella lista del Fronte Popolare. Non riuscì a prendere possesso del seggio di deputato, poiché morì a marzo a causa di una perforazione gastrica.
Nel corso della sua carriera collaborò con vari quotidiani e riviste: Germinal, La Voz de Galicia, Nós, El Pueblo Gallego, El Noroeste, Galicia. Diario de Vigo, Alborada di Pontevedra, Alborada di Monforte de Lemos, Claridad, O Irmandiño, Mi Tierra, El Agrario Barcalés, Faro Villalbés, Ser, El Momento, El Heraldo Gallego o Céltiga.